# John Marley
John Marley (ur. 17 października 1907 w Nowym Jorku, zm. 22 maja 1984 w Los Angeles) – amerykański aktor nominowany do Oscara za najlepszą rolę drugoplanową w filmie Love Story (1970; reż. Arthur Hiller).

## Najważniejsze filmy
- Nagie miasto (1948) jako wydawca
- Chcę żyć! (1958) jako ojciec Devers
- Dziecko czeka (1963) jako Holland
- Ameryka, Ameryka (1963) jako Garabet
- Kasia Ballou (1965) jako Frankie Ballou, ojciec Kasi
- Twarze (1968) jako Richard Forst
- Love Story (1970) jako Phill Cavilleri, ojciec Jennifer
- Dead of Night (1972) jako Charles Brooks
- Ojciec chrzestny (1972) jako Jack Woltz
- Kaskaderzy (1978) jako Max Berns
- A jednak żyje 2 (1978) jako Mallory
- Haracz (1980; znany także pod tytułem Dar) jako Lou Daniels